# Зайцева Ніна Володимирівна
Ніна Володимирівна Зайцева (нар. 22 травня 1946, Чкалов, СРСР) — радянський і російський учений-гігієніст, академік РАМН (2011), академік РАН (2013).

## Біографія
Народилася 22 травня 1946 року в Оренбурзі.
У 1969 році — з відзнакою закінчила Пермський державний медичний інститут за спеціальністю «Санітарія».
З 1967 по 1969 рік — лаборант кафедри комунальної гігієни Пермського державного медичного інституту.
З 1971 по 1996 роки — працювала в Пермському політехнічному інституті, де пройшов шлях від старшого наукового співробітника до професора кафедри.
У 1983 році — захистила докторську дисертацію.
З 1996 року по січень 2018 року — директор, а в даний час — науковий керівник Федерального наукового центру медико-профілактичних технологій управління ризиками здоров'ю населення Федеральної служби з нагляду в сфері захисту прав споживачів і благополуччя людини (Перм).
У 2000 році — обрана членом-кореспондентом РАМН.
У 2011 році — обрана академіком РАМН.
У 2013 році — стала академіком Російської академії наук (в рамках приєднання РАМН і РАСГН до РАН).

## Наукова діяльність
Спеціаліст в галузі фундаментальних і прикладних аспектів гігієни.
Розробник наукових основ з актуальних фундаментальних та прикладних проблем профілактичної медицини, екології людини та гігієни навколишнього середовища, зокрема системної оцінки і прогнозу параметрів і мультифакторіальних взаємозв'язків показників здоров'я населення при комплексній дії чинників довкілля, а також методології багатофакторного аналізу поліморфозу захворювань з екологічно детермінованим генезом розвитку.
Під керівництвом Ніни Зайцевої захищено 20 докторських і 42 кандидатських дисертацій.
Автор понад 850 опублікованих наукових робіт, в тому числі 9 монографій, 17 книг, 3 атласів, 270 основних журнальних статей, понад 60 нормативно-методичних та інформаційно-методичних документів, 58 авторських свідоцтв і патентів РФ на винаходи.

### Науково-організаційна діяльність
- член редколегії журналу «Вісник Санкт-Петербурзької державної медичної Академії ім. І. І. Мечникова»;
- член міжнародного товариства «International Society of Exposure Science» (ISES);
- член Міжнародного товариства з епідеміології навколишнього середовища «International Society for Environmental Epidemiology» (ISEE).

## Нагороди
- Заслужений діяч науки Російської Федерації (2000)[2]
- Почесний громадянин Пермського краю (2009)

## Вибрані праці
- Научные основы оценки воздействия химических факторов риска на сердечно-сосудистую систему и организация профилактической модели амбулаторно-поликлинической помощи / М. А. Землянова, М. Я. Подлужная, А. Ю. Зубарев, Н. В. Зайцева // Научные основы оценки воздействия химических факторов риска на сердечно-сосудистую систему и организация профилактической модели амбулаторно-поликлинической помощи: монография. — Пермь: Кн. формат, 2009. — 280 с.
- Гигиеническая индикация последствий для здоровья при внешнесредовой экспозиции химических факторов / Г. Г. Онищенко, Н. В. Зайцева, М. А. Землянова // Гигиеническая индикация последствий для здоровья при внешнесредовой экспозиции химических факторов: монография. / Федер. служба по надзору в сфере защиты прав потребителей и благополучия человека, Федер. науч. центр мед.-профилакт. технологий упр. рисками здоровью населения. — Пермь: Кн. формат, 2011. — 531 с.
- Цитогенетические маркеры и гигиенические критерии хромосомных нарушений у населения и работников в условиях воздействия химических факторов с мутагенной активностью (на примере металлов, ароматических углеводородов, формальдегида) / Н. В. Зайцева, М. А. Землянова, В. Б. Алексеев, С. Г. Щербина // Цитогенетические маркеры и гигиенические критерии хромосомных нарушений у населения и работников в условиях воздействия химических факторов с мутагенной активностью (на примере металлов, ароматических углеводородов, формальдегида): монография. / Федер. служба по надзору в сфере защиты прав потребителей и благополучия человека, Федер. науч. центр мед.-профилакт. технологий упр. рисками здоровью населения. — Пермь: Кн. формат, 2013. — 221 с.
- Анализ риска здоровью в стратегии государственного социально-экономического развития / Г. Г. Онищенко, Н. В. Зайцева, И. В. Май, П. З. Шур, А. Ю. Попова, В. Б. Алексеев, О. В. Долгих, М. А. Землянова, Т. В. Нурисламова, П. В. Трусов, Т. С. Уланова, О. Ю. Устинова, Е. Е. Андреева, Е. М. Власова, О. И. Голева, Д. А. Кирьянов, С. В. Клейн, В. Г. Костарев, Н. А. Лебедева-несевря, К. П. Лужецкий, О. А. Маклакова, А. Е. Носов, Н. Г. Атискова, А. О. Барг, С. А. Вековшинина, М. Р. Камалтдинов, Н. В. Никифорова, А. С. Сбоев, Э. В. Седусова, М. Ю. Цинкер, В. М. Чигвинцев, Д. М. Шляпников // Анализ риска здоровью в стратегии государственного социально-экономического развития: монография. / Рос. акад. наук, Федер. служба по надзору в сфере защиты прав потребителей и благополучия человека, Федер. науч. центр мед.-профилакт. технологий упр. рисками здоровью населения. — Пермь: Изд-во ПНИПУ, 2014. — 737 с.[3]